# Тененет
| V13 | M22 | M22 | N35 · N35 · X1 | G43 |

| V13 | M22 | M22 | N35 · N35 · X1 | G43 |

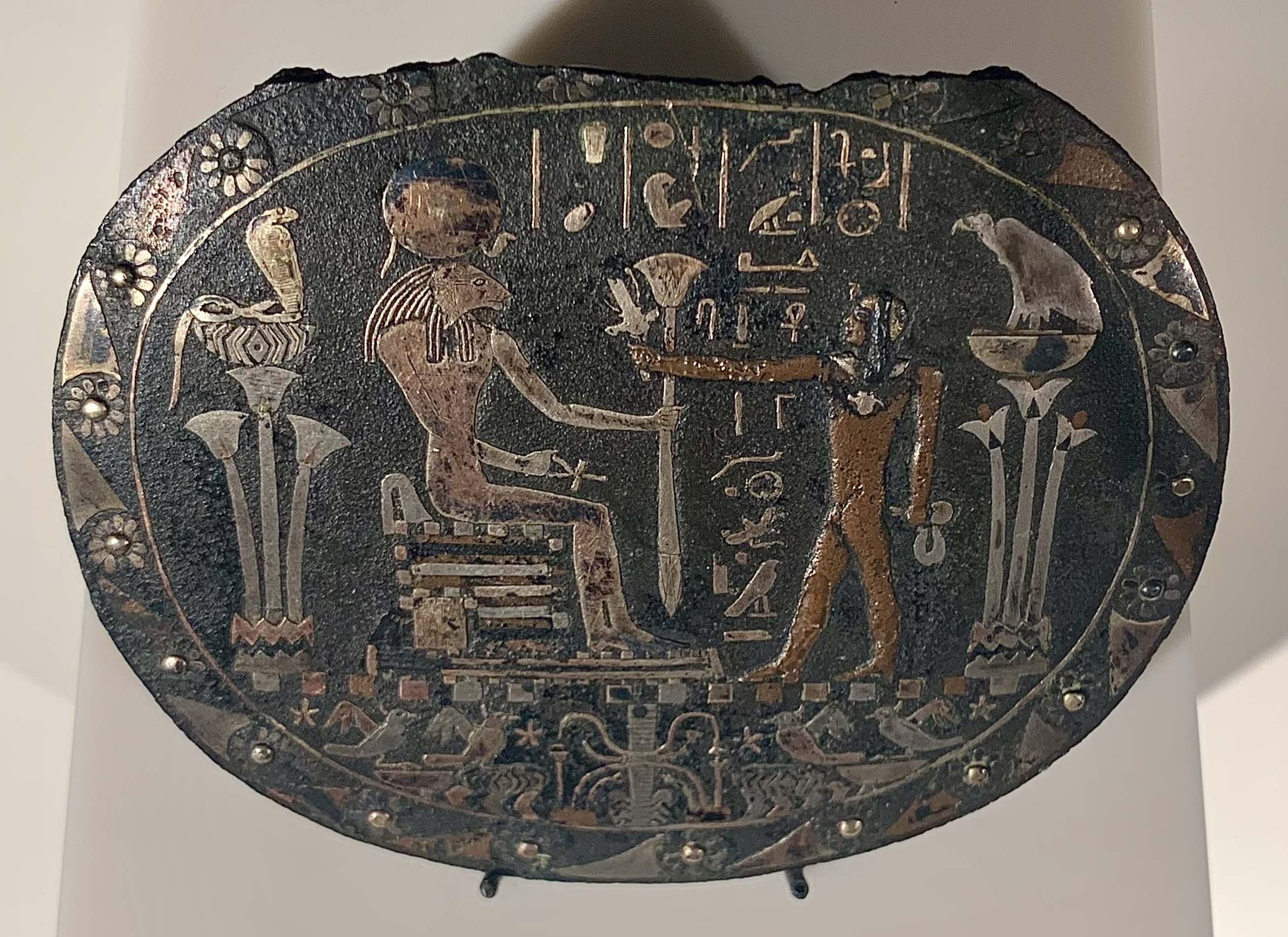
Зображення богині Тененет. бл. 870 р. до н. е., берлінський Єгипетський музей

Тененет (Чененет) (ṯnn.t) в єгипетській міфології — богиня міста Гермонта. Дружина Монту, пов'язана з Себеком. Зображалася у подобі голої жінки з фалосом, ототожнювалася з Рат-Тауі.
Тененет була богинею дітонародження і покровителькою матерів. Як дружина бога Монту, відома з часів Середнього царства, з повідомлень, виявлених у Мадамуті і Гермополісі. Зображувалася в людській подобі з уреєм на налобной пов'язці, оскільки ця богиня при народженні фараонів забезпечувала для них у майбутньому необмежені нічим у часі можливості. Також іноді виступала у вигляді левиці з сонячним диском Атона або змієподібним символом урея-кобри.
У давньоєгипетській міфології образ Тененет з'єднувався в шануванні таких богинь, як Хатхор, Сехмет, Сопдет, Мут, Вадет, Нехбет, Юніт і Рат-Тауі. Культу цієї богині поклонялися в храмах Едфу, Есни, Карнаку і Дендери, а також у Фівах. Була богинею 29 дня в третьому шему — місяці давньоєгипетського календаря.